# Tuimelaar
De tuimelaar (Tursiops truncatus) is een dolfijnensoort.

## Kenmerken
Deze robuuste, maar gestroomlijnde, grijze dolfijn heeft een duidelijke snuit. De lichtkleurige onderkaak is net iets langer dan de bovenkaak. De tuimelaar heeft een sigaarvormig lichaam met een slank staartstuk, spitse vinnen, grijze bovendelen en een witte buik. Wereldwijd is het een veelvoorkomende dolfijnensoort. Tuimelaars die langs de Nederlandse en Belgische kust gevonden werden, varieerden in lengte van 110 cm tot 380 cm. Hun gemiddelde lengte bedroeg 270 cm. De kleinste exemplaren, zogenaamde neonaten (pasgeboren individuen van minder dan 140 cm), spoelden tussen mei en september aan. De tuimelaars uit de Noordzee zijn in het algemeen nogal zwaargebouwde dieren en veel robuuster dan soortgenoten uit de tropen.

## Leefwijze
De tuimelaar is een sociale dolfijn die meestal in groepen wordt gezien. De normale groepsgrootte schommelt tussen de 5 en 20 exemplaren, maar tijdens de trek of bij drijfjachten worden soms aanmerkelijk grotere samenscholingen gezien. Voor onderlinge communicatie heeft de tuimelaar weliswaar een heel scala aan geluiden ontwikkeld, maar of men van een taal mag spreken is nog onduidelijk. Met behulp van sonar, hun onderwaterradar, kan de tuimelaar zich ook in troebel water uitstekend oriënteren en zijn prooi, voornamelijk vis, opsporen.
De tuimelaar heeft een unihemisferische slaap. Dit is slaap waarbij de ene helft van de hersenen rust terwijl de andere helft actief blijft. Zo zorgt de actieve kant dat hij niet verdrinkt in zijn slaap, aangezien hij aan de oppervlakte moet komen om adem te halen. Hun ogen zijn asymmetrisch geopend met de wakende hersenhelft. Het open oog heeft de controle over het gedrag van het dier. Er werd waargenomen dat wanneer dolfijnen in groep zwemmen, het geopende oog gericht is naar het centrum van de groep terwijl het gesloten oog wegkijkt. Hierdoor kunnen ze visueel contact houden met de groep. Wanneer er een dreigement in de omgeving bevindt en wordt opgemerkt door de groep zullen de dolfijnen volledig ontwaken en direct kunnen reageren op het gevaar.
Dolfijnen worden onder water geboren. De staart komt het eerst, waardoor het kalf niet tijdens de geboorte verdrinkt.

## Intelligentie
De tuimelaar scoort ongetwijfeld hoog in discussies over intelligente dieren, bijvoorbeeld op basis van zijn prestaties in het dolfinarium, de inzet bij verschillende marines en de resultaten van wetenschappelijk onderzoek. Zo is bekend dat tuimelaars een eigen fluittoon hebben die vergelijkbaar is met menselijke namen: zij zelf en anderen gebruiken die 'naam' in communicatie. Tuimelaars kunnen deze tonen jarenlang onthouden, wat wijst op een sterk ontwikkeld geheugen. De televisiedolfijn Flipper was ook een tuimelaar.

## Voorkomen
In Nederland was de tuimelaar tot in de eerste helft van de 20e eeuw een inheemse soort. In het voorjaar joegen troepen tuimelaars in de westelijke Waddenzee op Zuiderzeeharing. Na het afsluiten van de Zuiderzee rond 1960 verdween de tuimelaar echter uit de Nederlandse wateren. Hij staat momenteel op de Nederlandse Rode Lijst voor zoogdieren vermeld als ernstig bedreigd.

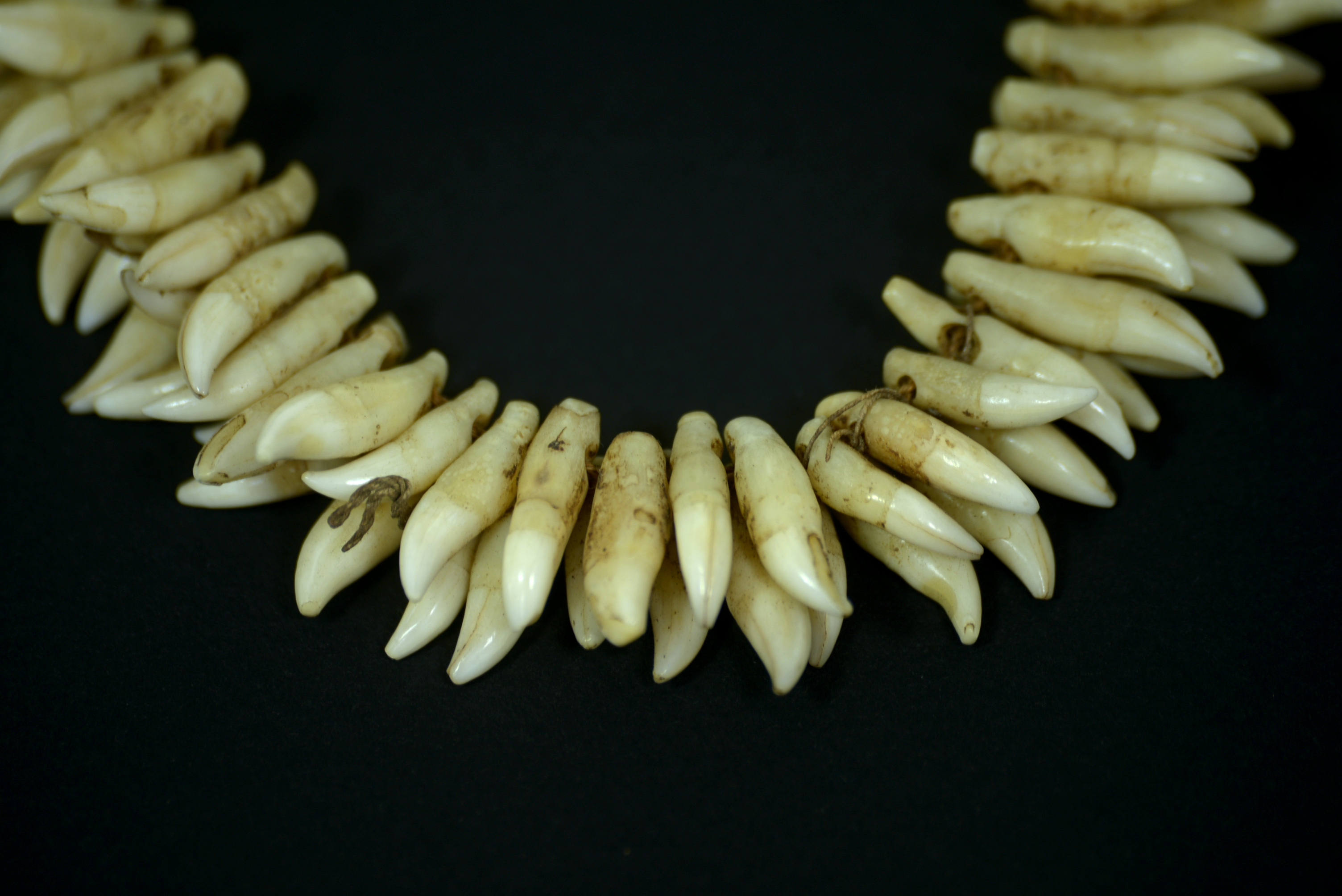
Tanden van tuimelaars in een halsketting

Tuimelaars zijn zeldzaam in de kustwateren van de Lage Landen. De witsnuitdolfijn is in Nederland en België  de laatste jaren veel talrijker dan de tuimelaar. Het voorkomen van de tuimelaar is daar sporadisch en onvoorspelbaar. Het meest recente geval van voorkomen was de tuimelaar die in augustus 2007 langdurig bij de Brouwersdam verbleef. In 2004 trokken enkele groepen tuimelaars het Marsdiep bij Texel in, om daarna weer uit deze omgeving te verdwijnen.
In de Noordzee komen tegenwoordig op twee plaatsen tuimelaars voor: langs de Schotse oostkust tussen Inverness en St. Andrews en in Het Kanaal. In Schotland huist bij St. Andrews een stabiele, goed onderzochte tamelijk kleine populatie. Bij North Kessock (Inverness) kunnen in de riviermonding dagelijks tuimelaars waargenomen worden. Ook langs de boulevard van Aberdeen en in de drukke havenmonding zijn meldingen van tuimelaars gewoon. De populatie telt ongeveer 110-175 individuen, maar de laatste jaren lijkt de populatie een kleiner te worden en een steeds groter kustgebied te betrekken. Tot aan Newcastle in Noordoost-Engeland worden nu geregeld tuimelaars gezien.
In het zuidoosten van Engeland worden de meeste tuimelaars in mei en van augustus tot september gezien.